# Саис (коммуна)
Саи́с (фр. Saïx, окс. Sais) — коммуна во Франции, находится в регионе Юг — Пиренеи. Департамент — Тарн. Административный центр кантона Пастель. Округ коммуны — Кастр.
Код INSEE коммуны — 81273.

## География
Коммуна расположена приблизительно в 590 км к югу от Парижа, в 60 км восточнее Тулузы, в 39 км к югу от Альби.
На севере коммуны протекает река Агу.

## Климат
Климат умеренно-океанический. Зима мягкая и дождливая, лето жаркое с частыми грозами. Ветры довольно редки.

## Население
Население коммуны на 2010 год составляло 3307 человек.
| 1962 | 1968 | 1975 | 1982 | 1990 | 1999 | 2010 |
| ---- | ---- | ---- | ---- | ---- | ---- | ---- |
| 1271 | 1361 | 1646 | 2252 | 2900 | 3278 | 3307 |

## Администрация
| Период | Период | Фамилия       | Партия                                 | Примечания |
| ------ | ------ | ------------- | -------------------------------------- | ---------- |
| 1995   | 2001   | Ив Перес      | Разные правые                          |            |
| 2001   | 2012   | Анри Блан     | Разные левые → Социалистическая партия |            |
| 2012   | 2020   | Женевьев Дюра |                                        |            |

## Экономика
В 2007 году среди 2133 человек в трудоспособном возрасте (15—64 лет) 1560 были экономически активными, 573 — неактивными (показатель активности — 73,1 %, в 1999 году было 71,9 %). Из 1560 активных работали 1430 человек (777 мужчин и 653 женщины), безработных было 130 (51 мужчина и 79 женщин). Среди 573 неактивных 194 человека были учениками или студентами, 209 — пенсионерами, 170 были неактивными по другим причинам.

## Достопримечательности
- Замок Сандрон (XVII век). Исторический памятник с 1987 года.[4]

## Фотогалерея

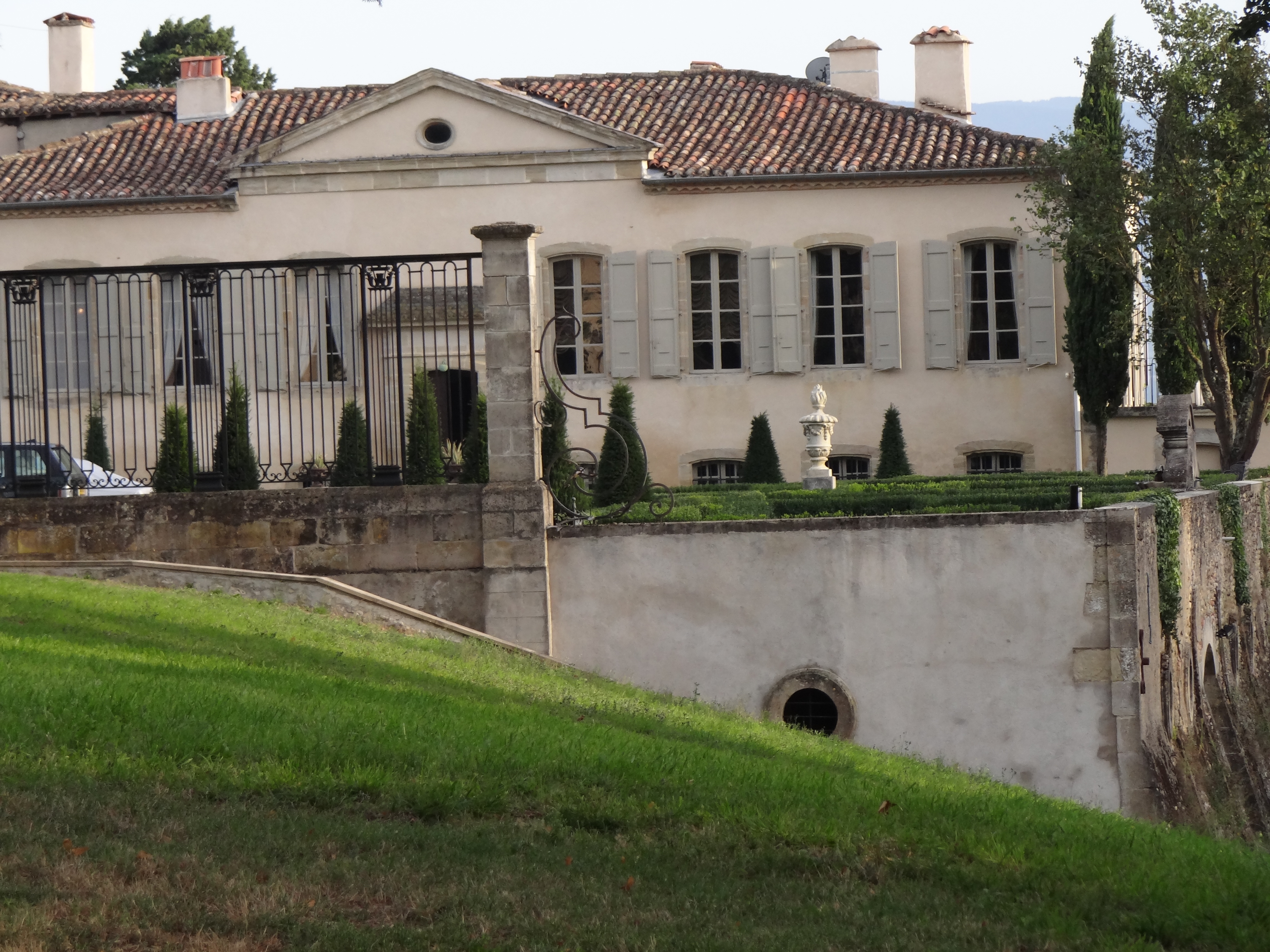
Замок Сандрон
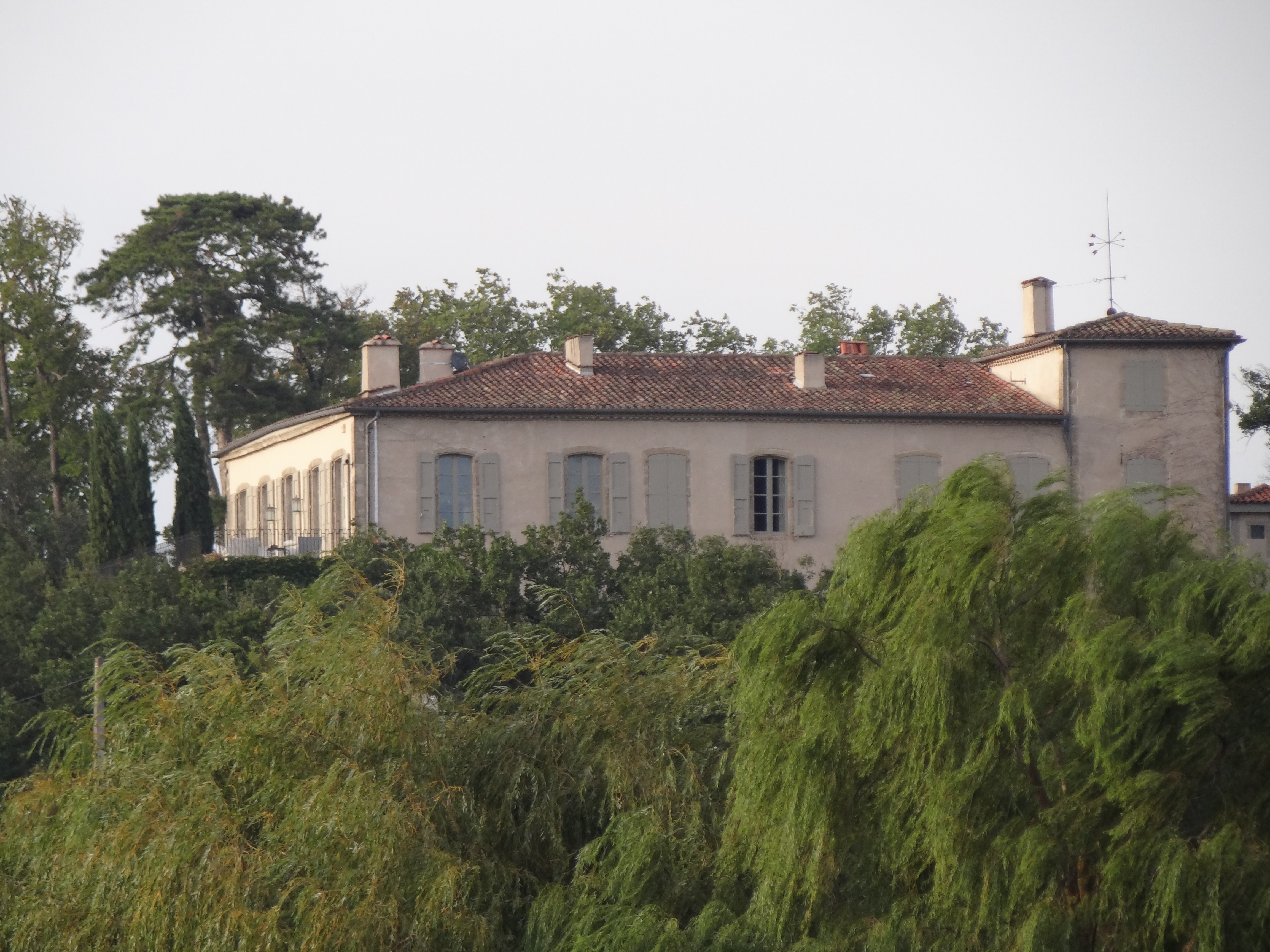
Замок Сандрон
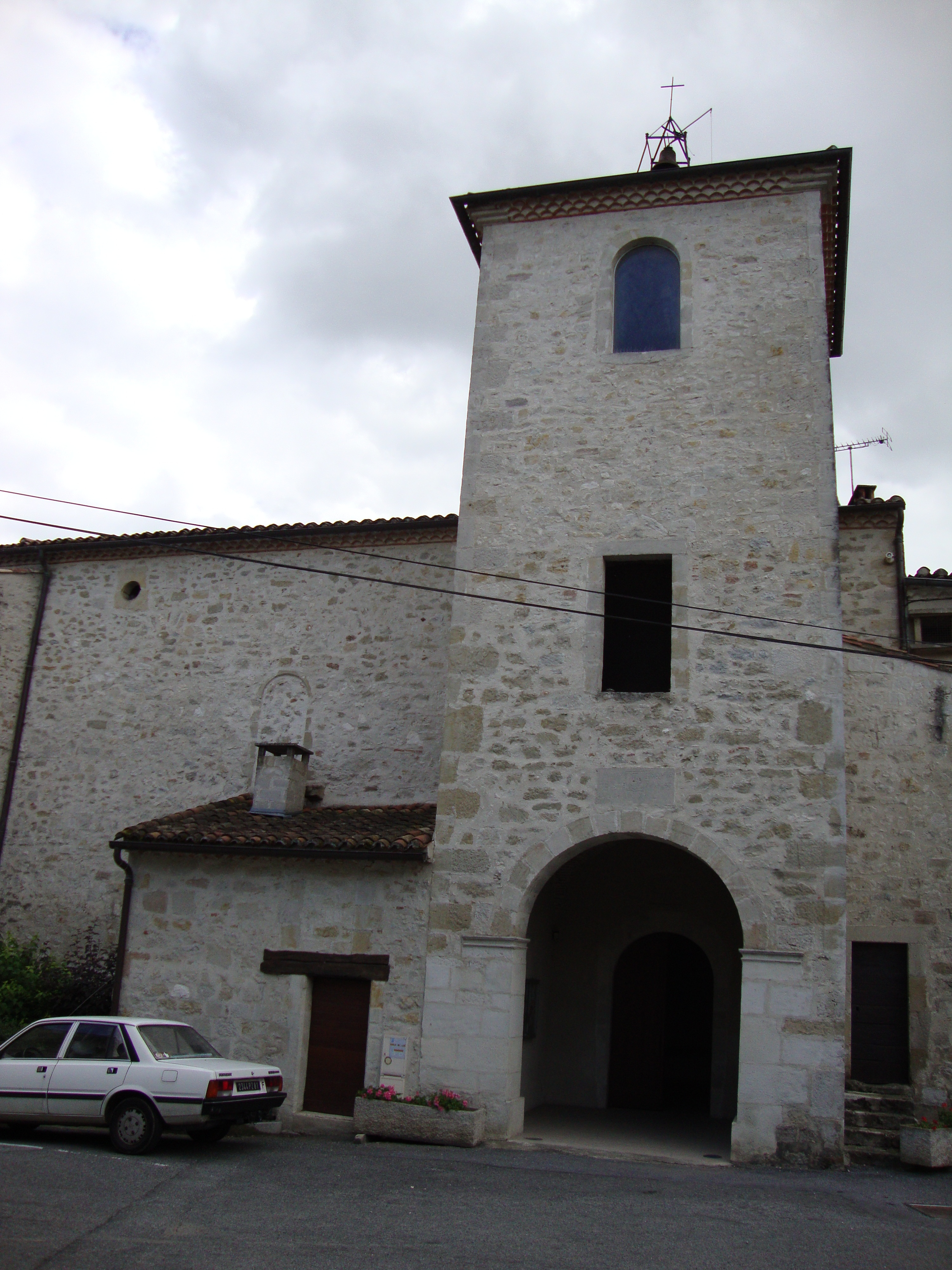
Церковь
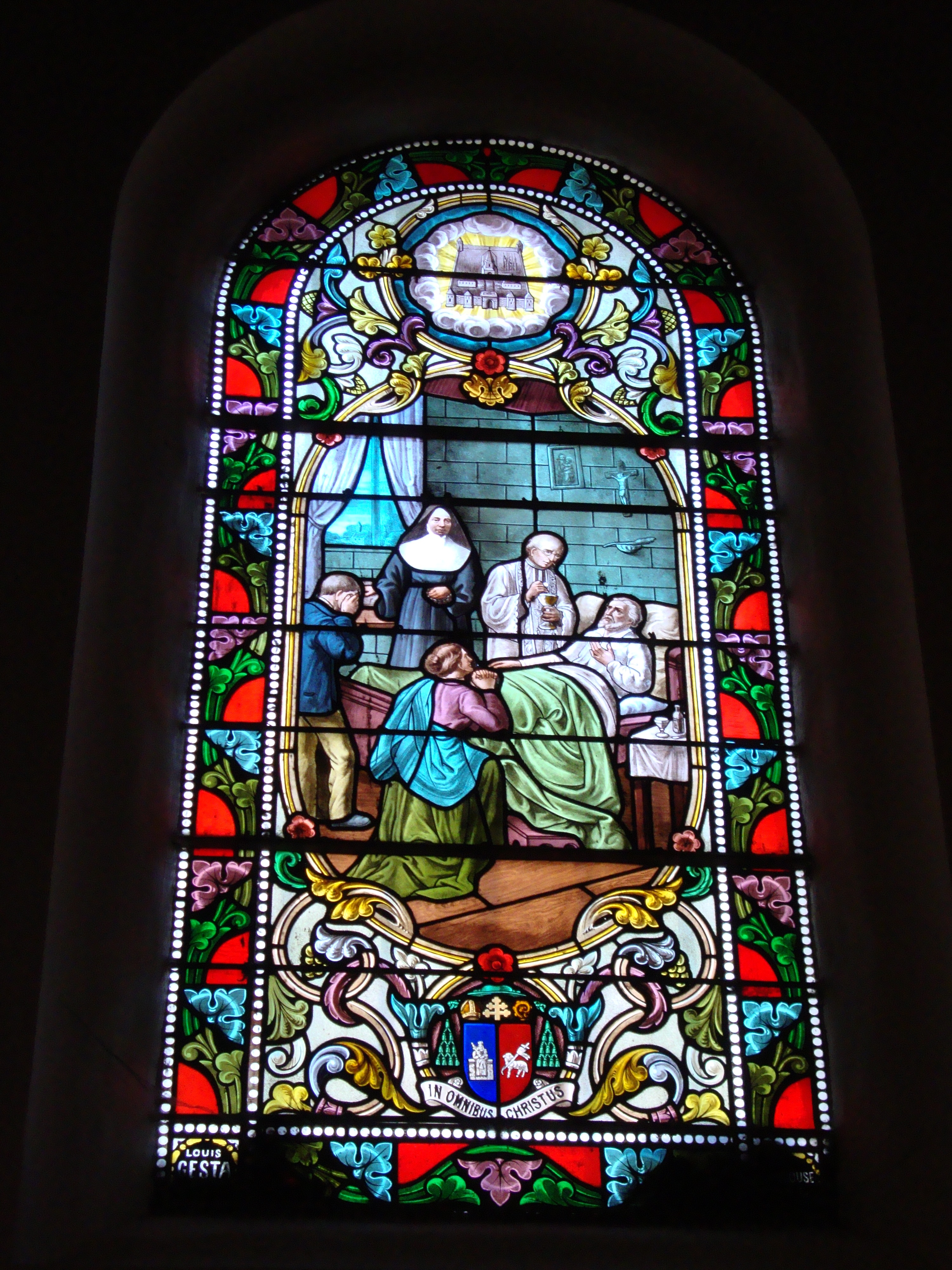
Витраж в церкви
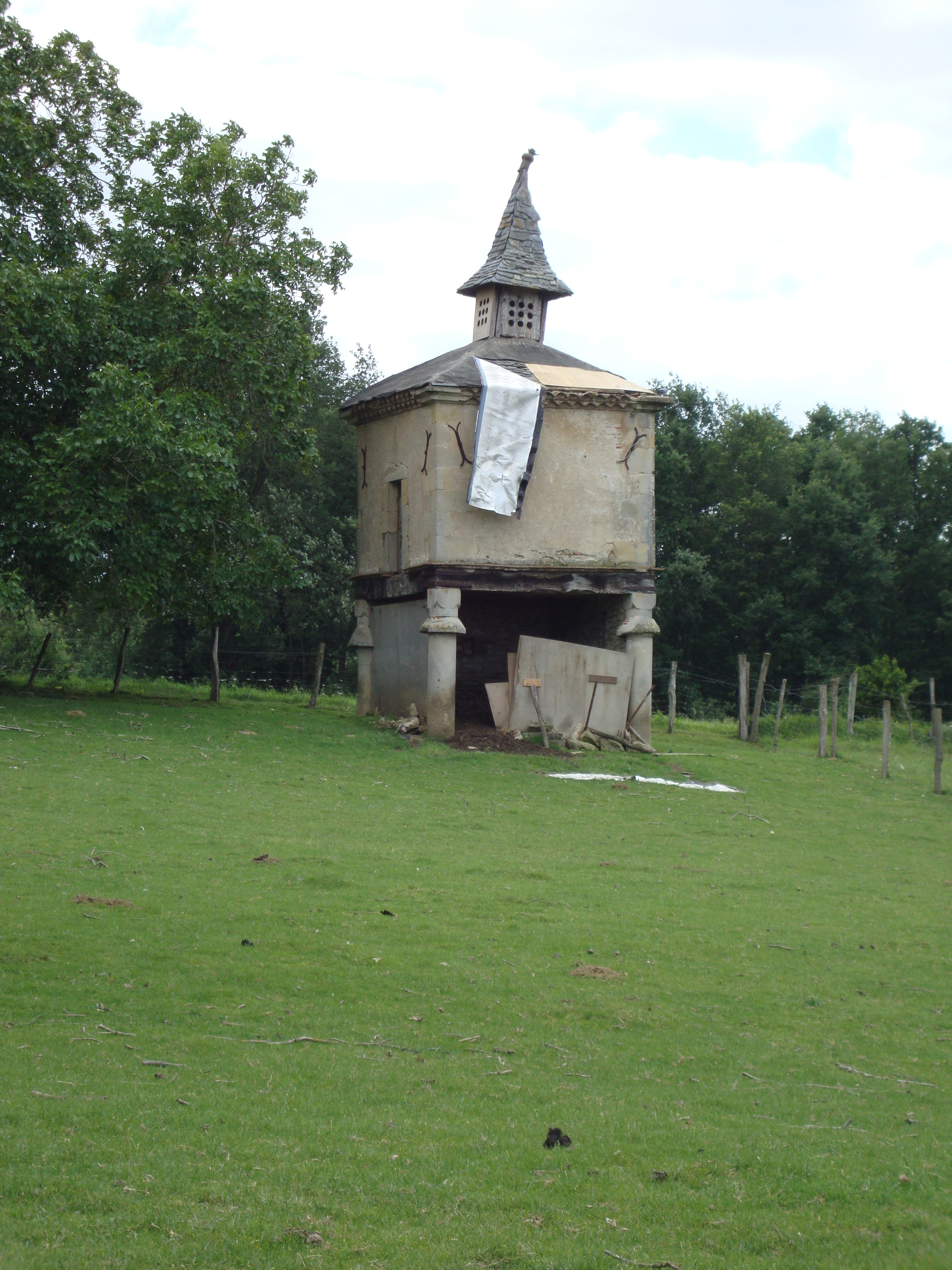
Голубятня
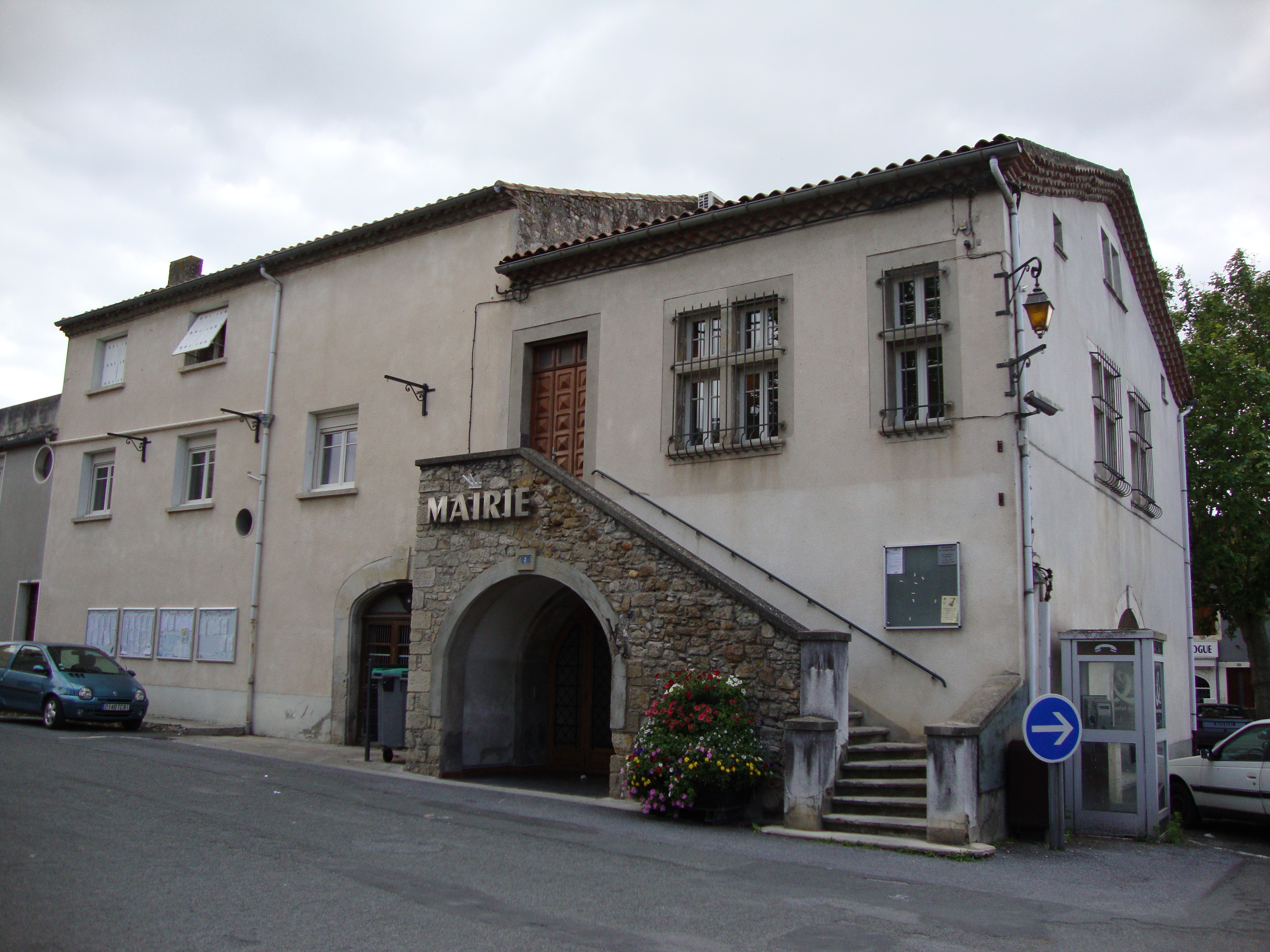
Мэрия